# التسلسل الزمني للصراع الفلسطيني الإسرائيلي 2012
فيما يلي تسلسل زمني للصراع الإسرائيلي الفلسطيني في 2012 يضمّن القتلى بسبب الصواريخ وإطلاق النار في إسرائيل وفلسطين.

## من 1 يناير إلى 23 أكتوبر
المجموع: 72+
الفلسطينيون: 70+
الإسرائيليون: 1

## 24–27 أكتوبر
المجموع: 6
الفلسطينيون: 6
الإسرائيليون: 0

## 29 أكتوبر – 1 نوفمبر
المجموع: 1
الفلسطينيون: 1
الإسرائيليون: 0

## من 2 نوفمبر إلى 5 نوفمبر
المجموع: 2
الفلسطينيون: 2
الإسرائيليون: 0

## من 6 نوفمبر إلى 7 نوفمبر
المجموع:[بحاجة لمصدر]

## من 8 نوفمبر إلى 10 نوفمبر
المجموع: 7
الفلسطينيون: 80 (69 طفلًا)
الإسرائيليون: 1

## 11 نوفمبر إلى 13 نوفمبر
المجموع:[بحاجة لمصدر]

## 14 نوفمبر
كان هذا هو اليوم الأول لعملية عمود السحابة
الفلسطينيون: 13 (بينهم 2 أو 3 أطفال وامرأة واحدة)
الإسرائيليون: 0

## 15 نوفمبر و 21 نوفمبر
المجموع: 100+
الفلسطينيون: 100+ (بما في ذلك +23 طفل و +10 نساء)
الإسرائيليون: 5 (4 مدنيين، جندي واحد)